# Tipula liui
Tipula liui är en tvåvingeart som beskrevs av Alexander 1941. Tipula liui ingår i släktet Tipula och familjen storharkrankar. Inga underarter finns listade i Catalogue of Life.